# Ansegisel
Ansegisel (610? – 662 až 691? provincie Lutych) byl mladší syn Arnulfa, biskupa z Met.

## Život
Sloužil králi Sigebertovi III. z Austrasie (634–656), jako vévoda a vojenský velitel ve funkcí domesticus.
Jeho manželkou byla Begga, dcera majordoma paláce Pipina I. Z tohoto manželství se narodil Pipin II. Prostřední, později vlivný franský politik a válečník, který vládl Franské říši z pozice majordoma. Ansegiselovi potomci se nakonec stali franskými králi, kteří vládli Karolínské říši.
Vita Beggae Andanensis napsaná v 11. století, uvádí, že Ansegisel byl zavražděný v Chèvremontu poblíž Lutychu šlechticem jménem Gundewin nebo Gundoen, kterého předtím vychoval jako svého syna. Datum této události není známo, ale bylo to po roce 651, protože zakládací listina opatství v Stavelot-Malmedy ho zmiňuje jako živého, ale před rokem 691, kdy Begga je již zmíněna jako vdova, či před rokem 680, kdy Pipin II. Prostřední je již hlavním austrasianským vůdcem a nebo před rokem 669 pokud je vrah identický s Gundoenem, který se poté stal vévodou v Austrasii. 
Ovdovělá Begga v roce 691 založila klášter Andenne v Namuru a o dva roky později zemřela. Ansegisel byl v tomto klášteře pohřben.